# Governo Federal de Transição da República da Somália
Governo Federal de Transição da República da Somália (somali: Dowladda federaalka kumeelgaarka) foi o governo internacionalmente reconhecido da República da Somália até 20 de agosto de 2012, quando seu mandato terminou oficialmente e o Governo Federal da Somália foi iniciado.  Ele foi estabelecido como uma das Instituições Transicionais Federais (TFIs) de governo definidas na Carta Transicional Federal (TFC), adotada em novembro de 2004 pelo Parlamento Transicional Federal (TFP).
O Governo Federal de Transição compreendia oficialmente o poder executivo do governo, enquanto o Parlamento Transicional Federal compreendia o poder legislativo. O governo era liderado pelo Presidente, para quem o gabinete se reportava através do Primeiro Ministro. Entretanto, Governo Federal de Transição também era usado como um termo genérico para se referir ao novo governo, englobando todos os poderes (executivo, legislativo e judiciário).
Respaldado pelas Nações Unidas, pela União Africana e pelos Estados Unidos, o Governo Federal de Transição lutou contra os insurgentes da al-Shabaab para assumir o controle total da parte sul do país. Em agosto de 2011, o Governo e seus aliados da Missão da União Africana na Somália (AMISOM) conseguiram assegurar o controle de todo Mogadíscio.
Em junho de 2011, depois do Acordo de Campala, os mandatos do presidente, do presidente do Parlamento e dos deputados foram prorrogados até agosto de 2012.

## História
Abdullahi Yusuf Ahmed foi Presidente da Somália entre 2004 e 29 de dezembro de 2008, quando renunciou. Ele não foi eleito através de eleição direta, mas sim pelo voto dos membros do TFP em 10 de outubro de 2004.
Ali Mohammed Ghedi foi Primeiro Ministro da Somália entre 2004 e 29 de outubro de 2007, quando renunciou. Ele foi escolhido pelo Presidente Abdullahi Yusuf Ahmed para liderar o novo gabinete em 4 de novembro de  2004. O conselho de Ministros foi formalmente aprovado pelo Parlamento no início de 2005.
Em 2004, é formado em Nairobi, no Quênia, o governo de transição somali, reconhecido pela comunidade internacional. Como a capital Mogadíscio estava nas mãos dos senhores da guerra, a sede do TFG se fixou em Baidoa.
O Governo Federal de Transição representou uma das mais recentes tentativas de restaurar as instituições nacionais do país após a queda de Siad Barre em 1991 e o início da Guerra Civil Somali. O país foi governado por mais de uma década por facções tribais e comandantes militares.